# Християн Петров
Християн Петров е български футболист, централен защитник на Хееренвеен и на Националният отбор по футбол на България.

## Кариера
Християн Петров е юноша на Локомотив Пловдив, през 2017 г. преминава в ДЮШ на ЦСКА. Подписва първи професионален договор с тима на ЦСКА на 23 юни 2020 г., прави своя дебют за армейците на 22 август 2021 г. На 4 август 2022 г. прави дебют в европейските клубни турнири срещу тима на Сейнт Патрикс Атлетик. През декември 2022 г. подписва за още 3 г. с ЦСКА. Печели наградата най-прогресиращият млад български футболист за 2023 г. на церемонията „Футболист номер 1 на България“.

### Национален отбор
Петров е бил част от младежките гарнитури на България, преди да получи първата си повиквателна за Националният отбор по футбол на България на 5 септември 2022 г., за мачовете от Лигата на нациите на УЕФА срещу Гибралтар и Северна Македония на 23 и 23 септември 2022 г.
На 24 март 2023 г. Петров е титуляр при домакинската загуба с 0:1 от Черна гора.